# Suzy Prim
Suzy Prim född Suzanne Arduini 11 november 1895 i Paris död 8 juli 1991, var en fransk skådespelare.
Prim debuterade i en filmroll som 2,5-åring filmåret 1898.

## Filmografi (urval)
- 1931 – Falska miljonären
- 1936 – Mayerlingdramat
- 1943 – Under trikoloren
- 1949 – Flickfängelset
- 1953 – Blodet brinner
- 1954 – Gangsterbrudar
- 1976 – Över hans döda kropp